# Directive du Conseil européen 1999/74/CE
La directive du Conseil de l'Union Européenne 1999/74/CE a été adoptée par l'Union européenne et traite des standards sur l'élevage des poules pondeuses en interdisant l'élevage en batterie conventionnel. La directive, adoptée en 1999, interdit l'élevage en batterie conventionnel dans l'UE à partir du 1er janvier 2012 après une période d'ajustement de 13 ans. L'élevage en batterie a été déjà interdit en Allemagne, en Autriche, aux Pays-Bas et en Suède avant 2012. La directive ne concerne pas les établissements de moins de 350 poules pondeuses ou des établissements d'élevage des poules pondeuses. Ces établissements sont cependant sous réserve des exigences de la directive 98/58/CE. La directive ne définit pas des amendes, des pénalités ou des interdictions d'exportation.
Comme alternative à l'élevage en batterie, la directive 1999/74/CE autorise les systèmes sans cages et les cages aménagées. Les cages aménagées sont donc une alternative possible à l'élevage en batterie dans l'UE après 2012. En vertu de la directive, des cages aménagées doivent fournir au moins les conditions suivantes : 750 cm2 par poule, comprenant 600 cm2 et 45 cm de haut, un nid, d'une surface recouverte de litière pour le scratch et la hiérarchie[Quoi ?], 15 cm de perchoir et 12 cm de nourriture par poule et un dispositif pour raccourcir les griffes. 
L'Autriche a interdit l'élevage en batterie en 2009 et s'est donné pour objectif d'interdire les cages aménagées d'ici à 2020. La Belgique a également interdit l'élevage en batterie - et propose d'interdire les cages aménagées d'ici à 2024. L'Allemagne a introduit les «cages de famille», qui ont plus d'espace que les cages aménagées utilisés dans d'autres pays, cependant, les consommateurs en Allemagne les œufs de cette provenance[Quoi ?]. Hors de l'UE, la Suisse a déjà interdit à la fois la batterie, depuis 1991, et des systèmes de cages aménagées.
En février 2010, le gouvernement polonais a officiellement demandé à l'UE de retarder l'adoption de la directive 1999/74/CE de 5 ans jusqu'en 2017, mais ce n'a pas été accordé.
Selon les chiffres présentés à la Commission européenne en 2011, 14 pays étaient censés être sans élevage en batterie au 1er janvier 2012. Cependant, six États, dont le Portugal, la Pologne et la Roumanie ont admis qu'ils ne seraient pas prêts, tandis que l'Espagne et l'Italie, entre autres, ne savent pas ou ne voulait pas dire qu'ils aillaient respecter l'échéance. En France, un tiers des producteurs d'œufs ont disparu du marché et selon les chiffres de l'UGPVB (l'association de l'industrie), 5 % des producteurs étaient toujours pas conforme en janvier 2012 et ont eu leurs licences retirées. Cela a conduit à craindre que, les œufs illégaux moins chers, en particulier les produits d'œufs liquides, des États non conformes vont inonder le marché de sous-cotation des producteurs d'œufs conformes. John Dalli, le commissaire à la santé de l'UE, a émis des avertissements juridiques à 13 pays sur leur manque de préparation ou d'effort pour faire respecter l'interdiction. Les 13 États membres en violation de la directive sont : la Hongrie, Italie, Lettonie, Espagne, Grèce, Belgique, Bulgarie, Chypre, la Pologne, le Portugal, la Roumanie, la Slovaquie et les Pays-Bas.

## Conformité au-delà de janvier 2012
Au-delà de la date de la loi entrée en vigueur, de nombreuses poules sont toujours logés dans des cages de batterie ; Les chiffres de la Commission européenne montrent que plus de 47 millions de poules sont encore en janvier 2012 dans des cages en batterie conventionnelles à travers l'UE, ce qui représente 14,3 % de la production, bien qu'il ait été signalé ce chiffre pourrait être aussi élevée que 23 % de la production d'œufs de l'UE - l'équivalent 84 millions de poules pondeuses et de 70 millions d'œufs par jour.
15 États de l'UE ont indiqué au comité permanent de l'UE sur la chaîne alimentaire et de la santé animale qu'ils avaient des producteurs non conformes. Ces états sont la Belgique, la Bulgarie, Chypre, France, Grèce, Hongrie, Italie, Royaume-Uni, la Lettonie, Malte, Pays-Bas, Pologne, Portugal, Espagne et Roumanie. Certains de ces pays, comme l'Italie et la Belgique, avoue avoir 30 % de la production illégale.
Au Royaume-Uni, il y a environ 31 millions de poules pondeuses. Plus de 400 millions de livres ont été dépensés pour répondre aux normes. En janvier 2012, des rapports ont indiqué que les chiffres du ministère de l'Environnement, de l'Alimentation et des Affaires rurales (DEFRA) indiquent 423 000 poules sur 32 fermes au Royaume-Uni étaient encore logés dans ces cages,,. Cela représente un taux de non-conformité de 1 %.